# 蒂拉赫

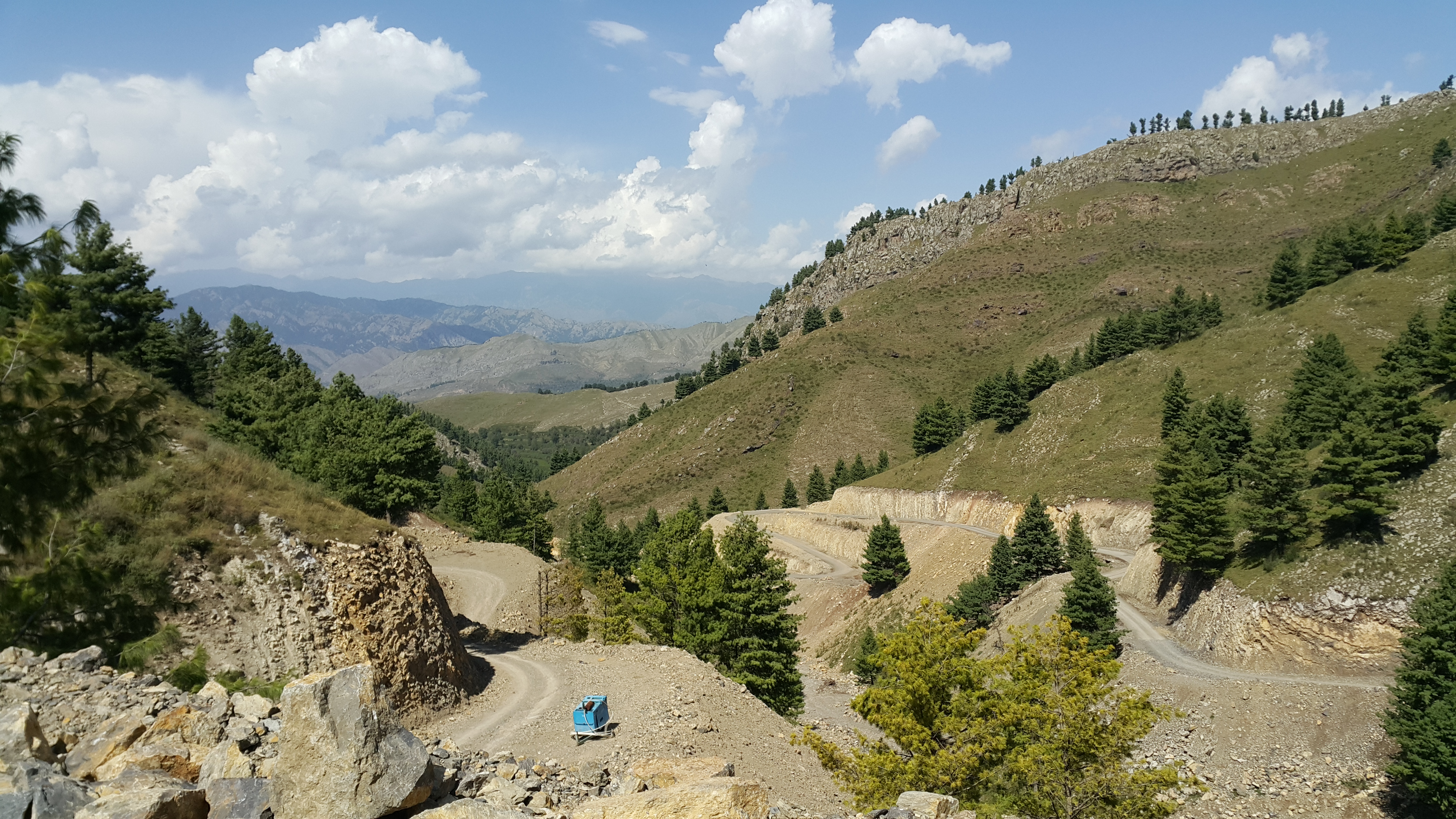
蒂拉赫

蒂拉赫 （普什圖語：‎）是位于巴基斯坦奥拉克兹特区和开伯尔特区南部的山区，而且位于开伯尔山口附近，並且距離杜兰线不遠。 蒂拉赫當地的主体民族是普什图人。 
由於當地地形复杂，很長一段時間內，巴基斯坦政府都無法有效控制蒂拉赫。 2003年，巴基斯坦陆军首次进入蒂拉赫。 